# 杨富珍
杨富珍（1932年—），曾名徐富珍，女，江苏南汇人，中华人民共和国政治人物。

## 生平
杨富珍早年父母双亡，14岁到中纺一厂工作。1949年1月，加入中国共产党。在上海国棉一厂当织布挡车工时，总结了一套先进的织布操作法。1956年、1959年两次获全国先进生产者称号。所在小组被授予“杨富珍小组”称号，是纺织生产第一线著名的劳动模范。
文化大革命期间开始进入政界。1968年2月至1970年3月，任中共上海市普陀区委常委、普陀区革命委员会主任。1970年3月至6月，任上海市革命委员会副主任、中共普陀区委常委、普陀区革命委员会主任。1970年6月至1971年1月任上海市革命委员会副主任，中共普陀区委书记兼普陀区革命委员会主任。1971年1月至1975年4月任中共上海市委常委、上海市革命委员会副主任、中共普陀区委书记兼普陀区革命委员会主任（其间：1973年至1975年4月任上海市总工会副主任）。1975年4月至1976年10月任中共上海市委常委、上海市革命委员会副主任、全国妇联第四次代表大会筹备组副组长。1977年1月至1978年4月任中共上海市委常委、上海市革命委员会副主任。
1978年4月至1979年12月，任中共上海市委常委、上海市革命委员会副主任兼中共上海市徐汇区委书记、徐汇区革命委员会主任。1979年12月至1980年4月，任中共上海市委常委、徐汇区委书记、徐汇区区长。1980年4月至1983年9月，任中共徐汇区委书记、徐汇区区长兼区人大常委会主任。1983年9月至2000年12月，任上海市第八届人大常委会委员。此外她还任中共第九届中央委员，第十届、第十一届候补中央委员。第二、三届全国人大代表。